# Baschkirina
Baschkirina is een geslacht van uitgestorven kreeftachtigen uit de klasse van de Ostracoda (mosselkreeftjes).

## Soorten
- Baschkirina antiqua Jiang (Z. H.), 1983 †
- Baschkirina arta Kotschetkova, 1983 †
- Baschkirina cerata Copeland, 1974 †
- Baschkirina curvativa Polenova, 1974 †
- Baschkirina densa Polenova, 1974 †
- Baschkirina egregia Buschmina, 1977 †
- Baschkirina elliptica Wang & Shi, 1982 †
- Baschkirina germanica Zagora, 1967 †
- Baschkirina gyracanthus Copeland, 1974 †
- Baschkirina hexagonalis Polenova, 1974 †
- Baschkirina inepta (Polenova, 1960) Polenova, 1968 †
- Baschkirina ivanovae Rozhdestvenskaya, 1962 †
- Baschkirina kasachstanica Buschmina, 1977 †
- Baschkirina lamellata Polenova, 1974 †
- Baschkirina longa Abushik, 1968 †
- Baschkirina magnoumbata Kotschetkova, 1983 †
- Baschkirina memorabilis Rozhdestvenskaya, 1959 †
- Baschkirina miastkoensis Zbikowska, 1983 †
- Baschkirina microspina Olempska, 1979 †
- Baschkirina moderata Egorova, 1960 †
- Baschkirina montoensis Becker, 1981 †
- Baschkirina novozemelica Polenova, 1974 †
- Baschkirina parva Wang & Shi, 1982 †
- Baschkirina perparva Kotschetkova, 1983 †
- Baschkirina retusa Polenova, 1970 †
- Baschkirina rossica Rozhdestvenskaya, 1962 †
- Baschkirina rostrata Rozhdestvenskaya, 1972 †
- Baschkirina salairica Polenova, 1968 †
- Baschkirina sinensis Wang (S.), 1983 †
- Baschkirina spinosa Copeland, 1974 †
- Baschkirina suavis Rozhdestvenskaya, 1962 †
- Baschkirina subelliptica Wang (S.), 1983 †
- Baschkirina subivanovae Wang & Shi, 1982 †
- Baschkirina sublimis Rozhdestvenskaya, 1962 †
- Baschkirina subparallela Wang (S.), 1983 †
- Baschkirina subsymmetrica Wang & Shi, 1982 †
- Baschkirina tikhyi Rozhdestvenskaya, 1972 †
- Baschkirina tuberculata Polenova, 1974 †
- Baschkirina xuanwutianensis Jiang (Zh), 1983 †